# Tennis Napoli Cup
Tennis Napoli Cup – męski turniej tenisowy kategorii ATP Tour 250 zaliczany do cyklu ATP Tour, rozgrywany na kortach twardych we włoskim Neapolu w 2022 roku.

## Mecze finałowe

### Gra pojedyncza mężczyzn
| Rok  | Zwycięzca       | Finalista         | Wynik       |
| 2022 | Lorenzo Musetti | Matteo Berrettini | 7:6(5), 6:2 |

### Gra podwójna mężczyzn
| Rok  | Zwycięzcy                  | Finaliści                | Wynik          |
| 2022 | Ivan Dodig Austin Krajicek | Matthew Ebden John Peers | 6:3, 1:6, 10–8 |